# 玛格丽特·唐纳森
玛格丽特·唐纳森（娘家姓Salter，1926年6月16日—2020年9月16日）是一位英国心理学家，爱丁堡大学发展心理学教授，1956年博士毕业于爱丁堡大学，专攻发展心理学和心理语言学。